# Lorenz Chevalier
Lorenz Friedrich Chevalier (* 11. Oktober 1810 in Elberfeld (heute Stadtteil von Wuppertal); † 22. Juni 1889 in Stuttgart) war ein Politiker der Deutschen Partei und Mitglied des Reichstages.

## Leben und Wirken
Über Lorenz Chevalier ist nur wenig bekannt. Er betätigte sich als Kaufmann in Stuttgart und war im Fernhandel mit Amerika tätig. In diesem Zusammenhang war er auch persönlich auf Geschäftsreisen dorthin.
Lorenz Chevalier war 1871 bis 1877 Mitglied des Reichstages für den Wahlkreis Württemberg 7 (Nagold, Calw, Neuenbürg, Herrenberg) und gehörte der Fraktion der Nationalliberalen Partei an.